# 普雷绍夫大学
普雷绍夫大学位于斯洛伐克第三大城市普雷绍夫，是斯洛伐克普雷绍夫自治地区唯一的公立大学，侧重于社会、自然和神学科学、体育、艺术、管理和医疗保健领域。 

## 历史
1996年12月，普雷绍夫大学从科希策的科希策帕沃尔·约瑟夫·夏法里克大学独立，于1997年1月1日正式成立。

## 学院
- 文学院（1959年成立）
- 希腊天主教神学院（1990年成立）
- 文理学院（1997年成立）
- 管理学院（2004年成立）
- 教育学院（1949年成立）
- 东正教神学院（1950年成立）
- 体育学院（2004年成立）
- 保健学部（2002年成立）